# Werther (Westf.)
Werther (Westf.) ist eine Stadt in Nordrhein-Westfalen, Deutschland, und gehört zum Kreis Gütersloh. Sie liegt im Ravensberger Hügelland am Nordrand des Teutoburger Waldes. Die Stadt Werther ist Namensgeberin des dort entstandenen Karamellbonbons Werther’s Original. Wegen des dort geborenen Expressionisten Peter August Böckstiegel (1889–1951) trägt Werther auch den Beinamen Böckstiegelstadt. Der Künstler lebte und arbeitete ab 1913 in Dresden, kehrte aber 1945 in sein Elternhaus zurück, wo er sechs Jahre später starb.

## Geografie

### Geografische Lage
Werther liegt am Nordhang des Teutoburger Waldes. Der Höhenzug ist an dieser Stelle Teil der Weser-Ems-Wasserscheide.
Die Kleinstadt mit rund 11.500 Einwohnern ist 10 km von der Universitätsstadt Bielefeld entfernt und als einzige Stadt im Kreis Gütersloh der Ravensberger Mulde zugeordnet. Im Norden und im Osten ist die Stadtgrenze gleichzeitig Kreisgrenze (zum Teil gebildet durch die Warmenau), im Norden teilweise gleichzeitig Landesgrenze zum Bundesland Niedersachsen. Das Stadtgebiet weist große Höhenunterschiede auf, der niedrigste Punkt befindet sich auf 92 m ü. NHN am Zufluss des Grenzgrabens in die Warmenau nördlich von Rotenhagen, direkt an der Grenze zu Niedersachsen und zum Kreis Herford. Der Hengeberg ist mit 316 m ü. NHN die höchste Erhebung.
Im Stadtgebiet entspringen unter anderem die Warmenau und der Schwarzbach.

### Geologie
Das Gebiet von Werther, das vollständig nördlich des Kamms des Teutoburger Waldes liegt, wird zum Ravensberger Hügelland gerechnet und besteht im Wesentlichen aus Tonmergel-, Kalk- und Sandsteinen des Erdmittelalters, also Trias, Jura und Kreide. Die ein bis zwei Kilometer starken Sedimente wurden im Verlauf der Erdgeschichte herausgehoben und durch gebirgsbildende Vorgänge in Sättel, Mulden, Horste und Gräben zerlegt. In diesem Bruchfaltengebirge sind die früher ungestört übereinanderfolgenden Gesteinsschichten heute nebeneinander und zum Teil in überkippter Lagerung angeordnet. Im tieferen Untergrund sind wieder die Gesteine des Erdaltertums anzutreffen.

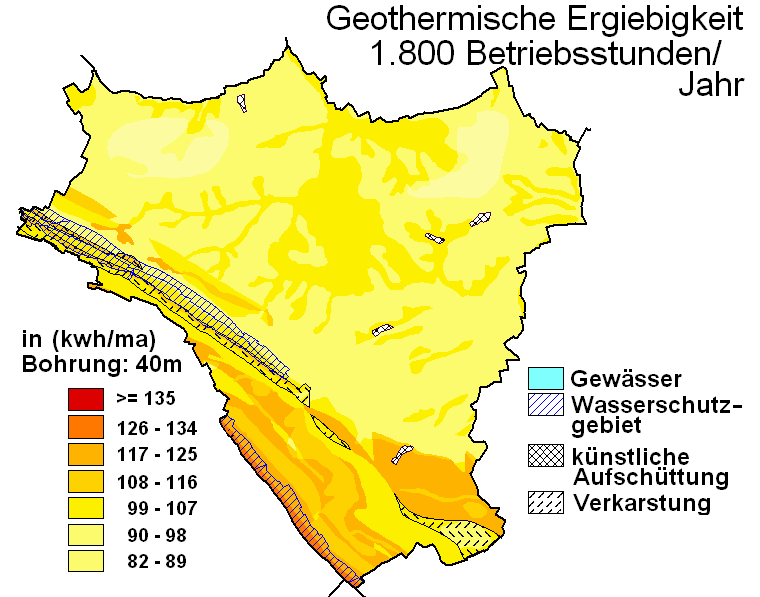
Geothermische Karte von Werther

Auf dem Kamm treten nährstoffarme, saure, steinige Heideböden (Podsole) aus Unterkreide-Sandstein auf. Die nordöstlich vorgelagerten Kuppen aus Muschelkalk des Erdmittelalters tragen flachgründige, basenreiche, tonig-lehmige Böden (Rendzinen). Das Ravensberger Hügelland ist von einem mehlartigen Flugstaub (Löß) des Eiszeitalters überzogen, der zu fruchtbaren braunen Böden (Parabraunerden) verwittert ist. Teilweise verhindern durchlässige Schichten die Versickerung des Bodenwassers. Diese staunassen Böden (Pseudogleye) aus Löß sind vielfach zur besseren Ackernutzung dräniert. Die Täler, die nur noch stellenweise ihre ursprüngliche V- oder Muldenform aufweisen, wurden überwiegend im 19. und 20. Jahrhundert zu Kastentälern umgeformt, um den Ertrag dieser Grünlandstandorte zu erhöhen. Hier dominieren Grundwasserböden (Gleye), die bis in den Oberboden mit Wasser erfüllt sind.
Werther eignet sich mittelmäßig, in Hanglagen jedoch gut bis sehr gut, zur Nutzung von geothermischen Wärmequellen mittels Erdwärmesonde und Wärmegewinnung durch Wärmepumpenheizungen (vgl. dazu die obenstehende Karte).

Flächennutzung in Werther

### Ausdehnung und Nutzung des Stadtgebiets
Die Stadt umfasst eine Fläche von 35,32 km². Der überwiegende Teil besteht aus landwirtschaftlich genutzter Fläche und Waldfläche, zusammen etwa 82 %, gefolgt von bebauter Fläche und Verkehrsfläche, zusammen etwa 17 %. Die größte Ausdehnung in Nordsüdrichtung ist etwa 7,8 km, in Ostwestrichtung etwa 8,3 km.
| Fläche nach Nutzungsart | Landwirt- schaftsfläche | Wald- fläche | Gebäude-, Betriebs- und Freifläche | Verkehrs- fläche | Wasser- fläche | Sport- und Grünfläche | sonstige Nutzung |
| ----------------------- | ----------------------- | ------------ | ---------------------------------- | ---------------- | -------------- | --------------------- | ---------------- |
| Fläche in km²           | 23,86                   | 5,20         | 4,13                               | 1,81             | 0,20           | 0,22                  | 0,07             |
| Anteil an Gesamtfläche  | 67,55 %                 | 14,72 %      | 11,69 %                            | 5,12 %           | 0,57 %         | 0,62 %                | 0,2 %            |

### Nachbargemeinden
Werther grenzt im Osten an die kreisfreie Stadt Bielefeld sowie im Süden an die Stadt Halle (Westf.), im Westen Borgholzhausen (beide zum Kreis Gütersloh gehörend), im Nordwesten an Melle (Landkreis Osnabrück) in Niedersachsen und im Norden an Spenge (Kreis Herford).

### Stadtgliederung

Gliederung der Stadt Werther (Exklaven der Ortsteile nicht dargestellt)

Werther besteht neben Werther aus den Ortschaften Häger, Isingdorf, Rotenhagen, Rotingdorf und Theenhausen. Lediglich Werther, Häger und Theenhausen sind geschlossene Ortschaften. Bis 1973 war auch Schröttinghausen eine Gemeinde im Amt Werther. Im Zuge der dann erfolgten kommunalen Neugliederung wurde das Gebiet der Gemeinde zwischen Bielefeld und Werther aufgeteilt. Das Kerngebiet wurde nach Bielefeld eingemeindet und der nur dünn besiedelte Westen blieb in Werther. Die Hauptsatzung der Stadt unterscheidet keine verschiedenen Ortschaften oder Stadtteile.
Zwischen Rotenhagen, Rotingdorf und Theenhausen liegt Langenheide. Es handelt sich dabei nicht um die Zusammenfassung dieser Ortsteile, sondern um eine Orts- und Flurbezeichnung, die sich in erster Linie von der Grundschule Langenheide und dem gegenüberliegenden Gemeindehaus ableitet. Es gibt kein Dorf und keine Siedlung mit diesem Namen; doch ein Sportverein, der TuS Langenheide 1949 e. V., sowie der CVJM Langenheide und der Löschzug Langenheide der Freiwilligen Feuerwehr Werther sorgen für die Bekanntheit dieser Ortsbezeichnung.

### Klima

Niederschlagsdiagramm Werther

Werther gehört der gemäßigten Klimazone Mitteleuropas an. Es liegt im Bereich des subatlantischen Seeklimas. Die Winter sind unter atlantischem Einfluss meist mild und die Sommer mäßig-warm. Die Jahresmitteltemperatur liegt bei ca. 9–10 °C.
Durch die Lage im subatlantischen Seeklima herrscht ganzjährig ein humides Klima mit relativ gleich verteilten Niederschlägen vor. Insgesamt fallen an der Messstation Werther im langjährigen Mittel 931 mm Niederschlag je Jahr. Somit fällt durch die Regenfängerwirkung des Teutoburger Walds aufgrund von Steigungsregen ganzjährig deutlich mehr Niederschlag, als im deutschen Mittel (700 mm), und auch deutlich mehr als südlich des Teutoburger Walds, an den Werther angrenzt.
|                   | Jan  | Feb  | Mär  | Apr  | Mai  | Jun  | Jul  | Aug  | Sep  | Okt  | Nov  | Dez   |   |       |
|                   |      |      |      |      |      |      |      |      |      |      |      |       |   |       |
| Niederschlag (mm) | 83,9 | 64,0 | 75,1 | 65,7 | 77,5 | 82,9 | 80,2 | 75,5 | 72,3 | 66,3 | 84,7 | 103,3 | Σ | 931,4 |

|  |

|  |

|  |

|  |

|  |

|  |

|  |

|  |

|  |

|  |

|  |

|  |

|  |

|  |

|  |

|  |

|  |

|  |

|  |

|  |

|  |

|  |

|  |

|  |

Zum Klima in der Region Ostwestfalen-Lippe, zu der die Stadt gehört, siehe auch den Artikel Klima in Ostwestfalen-Lippe.

## Geschichte
Erstmals urkundlich erwähnt wird Werther in einer Abschrift des Freckenhorster Heberegisters um 1050. Dort wird ein „Boso“ erwähnt (Van Wartera Boso enon scilling pennigo). Die Kirche Sankt Jacob in Werther mit romanischem Turm und gotischen Schiff dürfte im 12. Jahrhundert ihre Grundsteinlegung erfahren haben.
Mit dem Kirchspiel Dornberg gehörte das Kirchspiel Werther zur Vogtei Werther im Amt Sparrenberg der Grafschaft Ravensberg. Mittelpunkt jener Vogtei wurde das im 14. Jahrhundert erstmals erwähnte „Haus Werther“. Damals erfolgte die Belehnung des Henrich von Cappel durch den Grafen von Ravensberg. 1380 erhielt der Belehnte das Rittergut „Haus zu Wengeringtorpe“ („Wentrup“) und 1386 „Overbeckinghuys“ (Overbeck). Bis 1508 hatten die Familien von Cappel und Droste-Erwitte Anrecht auf den Besitz, danach ging er bis 1804 in die Hände der Familie von Hatzfeld. Aus den beiden Gutshöfen entwickelte sich das 1526 bezeichnete „rechte Haus Werther“. Dieses „Haus Werther“ bildet den Kern der „Herrschaft Werther“ zu der etliche umliegende zugehörige Höfe gehörten, die den „Herren von Werther“ zu Abgaben und Diensten verpflichtet waren. Die alten Höfe der Stadt lagen vornehmlich an der alten Handelsstraße von Bielefeld nach Osnabrück.
Zwar erhielt Werther 1488 gemeinsam mit Halle und Borgholzhausen bereits Weichbildgerechtsame verliehen, blieb aber mit seinen umliegenden Gemeinden unbedeutend. Die bewohnte Fläche des Jahres 1556 zählte in Werther 44, Rotenhagen mit Häger (zu den „freien Hagen“ gehörend) 47, Isingdorf 22, Schröttinghausen 19, Rotingdorf 13 und Theenhausen 12 Wohnstätten.
Ende des 16. Jahrhunderts verließ die Familie von Hatzfeld das Haus Werther; seither wird es durch einen Pächter verwaltet.
Im Jahre 1654 bestätigte der Große Kurfürst das Privileg der Weichbildgerechtsame. Damit bekam Werther Handelsrechte, die sich zwar in einem sehr bescheidenen Rahmen hielten, dennoch für Werthers Entwicklung eine Wende bedeuteten; es entstand eine geschlossene Bebauung und somit eine Abkehr von der reinen Landwirtschaft. Noch heute stehen in der Innenstadt von Werther Häuser, die Zeugnisse von jener Wende ablegen.
Die Verleihung der Stadtrechte für Werther durch König Friedrich Wilhelm I. von Preußen im Jahre 1719 war ein Markstein in der Geschichte der Entwicklung der Stadt Werther. Die wirkliche Bedeutung zeigte sich nicht in den verwaltungstechnischen Änderungen, die die Verleihung der Stadtrechte mit sich brachte, sondern auf wirtschaftlichem Gebiet. Für die Stadt Werther fielen die Handelsschranken, so dass sich jetzt Gewerbetreibende nach ihrem freien Willen in Werther niederlassen konnten. Im Jahre 1787 zählten die Landgemeinden um Werther 5568, die Stadt Werther selbst 1013 Einwohner. Rund 100 Kaufleute und Handwerker lebten hier in dieser Zeit. Zu Beginn des 19. Jahrhunderts bestimmte das wirtschaftliche Leben in der Stadt nicht mehr der Handel, sondern das Handwerk der Zigarrenmacher und der Leineweber.
Nachdem die Grafschaft Ravensberg 1807 an das Königreich Westphalen gefallen war, wurde Werther Sitz des Kantons Werther im Distrikt Bielefeld im Departement der Weser des Königreichs. Nach der Annexion großer Teile Norddeutschlands durch Napoleon Bonaparte verlief die neue Staatsgrenze zwischen dem Königreich Westphalen und Frankreich seit 1811 entlang des südöstlichen Ortsrandes von Werther. Die Stadt gehörte nun zum Kaiserreich Frankreich und war bis 1813 Sitz der Mairie (Bürgermeisterei) Werther, die zum vergrößerten Kanton Werther im Arrondissement Minden des Départements der oberen Ems gehörte. Nach der napoleonischen Niederlage fiel Werther 1813 zurück an Preußen. 1815 kam die Stadt zur neuen Provinz Westfalen und 1816 zum neuen Kreis Halle. Im Kreis Halle war die Stadt Sitz des Amtes Werther.
Der Bau der Kleinbahnlinie nach Bielefeld im Jahre 1901 brachte dem gewerblichen Leben neuen Auftrieb. Die Schmalspurbahn (1000 mm) fuhr bis zum Februar 1954 über Dornberg, Schildesche (dort Anschluss nach Enger) zum Bielefelder Kreisbahnhof (Streckenlänge 14 km). Seither haben Betriebe der verschiedensten Industriezweige in Werther Fuß gefasst. Die heute vorhandene Zahl der Gewerbebetriebe zeugt davon, dass die Landwirtschaft in der Stadt Werther nicht mehr die dominierende Bedeutung hat. Die ehemaligen Landgemeinden dagegen sind bis auf geringe Ausnahmen in Häger industriearm und in starkem Maße der Landwirtschaft verbunden.
Im Jahre 1949 zählte die Stadt Werther bedingt durch den großen Zustrom von Flüchtlingen und Vertriebenen 4391 Einwohner. Die Bevölkerungszahlen der Stadt und der umliegenden Landgemeinden stiegen stetig an. Wirtschaft, Wohnungsbau und die sonstigen Einrichtungen einer Stadt dieser Größenordnung erfuhren einen wesentlichen Aufschwung.
Im Jahre 2009 feierte die Stadt Werther ihr 1000-jähriges Bestehen.

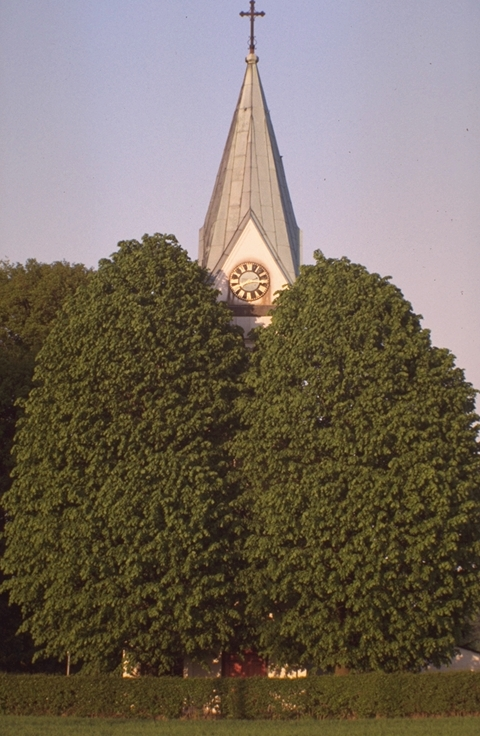
Alt-lutherische Kirche im Ortsteil Rotenhagen

### Eingemeindungen
Durch den Zusammenschluss der Stadt Werther mit den Gemeinden des Amtes Werther (Häger, Isingdorf, Rotenhagen, Rotingdorf, Theenhausen und Teilen von Schröttinghausen) wurde im Zuge der kommunalen Neugliederung von Nordrhein-Westfalen am 1. Januar 1973 durch das Bielefeld-Gesetz die neue Stadt Werther (Westf.) gebildet. Das Amt Werther wurde aufgelöst. Im Jahre 1982 wurde im Rahmen einer Gebietsänderung die Rückgliederung von rund 20 ha (Nagelsholz) aus der Stadt Bielefeld zur Stadt Werther (Westf.) wirksam, so dass die Fläche des Stadtgebietes auf 35,28 km² anwuchs. Die Flächen waren zuvor im Jahr 1971 der Stadt Bielefeld angegliedert worden.

### Einwohnerstatistik

Bevölkerungsentwicklung in Werther von 1787 bis 2006 (untere Linie: jeweiliger Gebietsstand, obere Linie: heutiger Gebietsstand)

Die folgende Übersicht zeigt die Einwohnerzahlen der Stadt Werther nach dem jeweiligen Gebietsstand, bei einigen Zahlen zusätzlich nach heutigem Gebietsstand. Bei den Zahlen handelt es sich bis 1970 und für 1987 um Volkszählungsergebnisse und ab 1975 um amtliche Fortschreibungen des Landesamtes für Datenverarbeitung und Statistik. Die Zahlen von 1975 bis 1985 sind geschätzte Werte, die Zahlen ab 1990 Fortschreibungen auf Basis der Ergebnisse der Volkszählung von 1987. Die Angaben beziehen sich ab 1871 sowie für 1946 auf die Ortsanwesende Bevölkerung, ab 1925 auf die Wohnbevölkerung und ab 1985 auf die Bevölkerung am Ort der Hauptwohnung. Vor 1871 wurde die Einwohnerzahl nach uneinheitlichen Erhebungsverfahren ermittelt.
Im Jahr 1974 wurden noch einmal die Einwohnerzahlen in der Gesamtstadt und in der Stadt Werther (Westf.) mit den ehemaligen Grenzen vom Statistischen Landesamt ermittelt.
| Jahr            | Einwohner |
| --------------- | --------- |
| 1787            | 1.013     |
| 1818 (31. Dez.) | 1.362     |
| 1831 (3. Dez.)  | 1.648     |
| 1837 (3. Dez.)  | 1.845     |
| 1843 (3. Dez.)  | 1.897     |
| 1849 (3. Dez.)  | 1.925     |
| 1852 (3. Dez.)  | 1.907     |
| 1858 (3. Dez.)  | 1.775     |
| 1861 (3. Dez.)  | 1.728     |
| 1867 (3. Dez.)  | 1.730     |
| 1871 (1. Dez.)  | 1.654     |
| 1885 (1. Dez.)  | 1.964     |

| Jahr            | Einwohner |
| --------------- | --------- |
| 1895 (1. Dez.)  | 1.915     |
| 1900 (1. Dez.)  | 2.002     |
| 1905 (1. Dez.)  | 2.148     |
| 1910 (1. Dez.)  | 2.183     |
| 1925 (16. Juni) | 2.315     |
| 1933 (16. Juni) | 2.492     |
| 1939 (17. Mai)  | 2.686     |
| 1946 (29. Okt.) | 3.894     |
| 1950 (13. Sep.) | 4.186     |
| 1961 (6. Juni)  | 4.638     |
| 1970 (27. Mai)  | 5.404     |
| 1972 (31. Dez.) | 5.475     |

| Jahr            | Einwohner |
| --------------- | --------- |
| 1787            | 1.013     |
| 1818 (31. Dez.) | 1.362     |
| 1831 (3. Dez.)  | 1.648     |
| 1837 (3. Dez.)  | 1.845     |
| 1843 (3. Dez.)  | 1.897     |
| 1849 (3. Dez.)  | 1.925     |
| 1852 (3. Dez.)  | 1.907     |
| 1858 (3. Dez.)  | 1.775     |
| 1861 (3. Dez.)  | 1.728     |
| 1867 (3. Dez.)  | 1.730     |
| 1871 (1. Dez.)  | 1.654     |
| 1885 (1. Dez.)  | 1.964     |

| Jahr            | Einwohner |
| --------------- | --------- |
| 1895 (1. Dez.)  | 1.915     |
| 1900 (1. Dez.)  | 2.002     |
| 1905 (1. Dez.)  | 2.148     |
| 1910 (1. Dez.)  | 2.183     |
| 1925 (16. Juni) | 2.315     |
| 1933 (16. Juni) | 2.492     |
| 1939 (17. Mai)  | 2.686     |
| 1946 (29. Okt.) | 3.894     |
| 1950 (13. Sep.) | 4.186     |
| 1961 (6. Juni)  | 4.638     |
| 1970 (27. Mai)  | 5.404     |
| 1972 (31. Dez.) | 5.475     |

| Jahr            | Einwohner |
| --------------- | --------- |
| 1939 (17. Mai)  | 05.489    |
| 1950 (13. Sep.) | 08.602    |
| 1961 (6. Juni)  | 08.469    |
| 1970 (27. Mai)  | 09.510    |
| 1972 (31. Dez.) | 09.786    |
| 1974 (30. Juni) | 09.782    |
| 1975 (31. Dez.) | 09.893    |
| 1980 (31. Dez.) | 10.225    |
| 1985 (31. Dez.) | 10.058    |
| 1987 (25. Mai)  | 10.115    |

| Jahr            | Einwohner |
| --------------- | --------- |
| 1990 (31. Dez.) | 10.625    |
| 1995 (31. Dez.) | 11.268    |
| 2000 (31. Dez.) | 11.653    |
| 2005 (31. Dez.) | 11.460    |
| 2007 (31. Dez.) | 11.549    |
| 2012 (31. Dez.) | 11.264    |
| 2019 (31. Dez.) | 11.385    |
| 2022 (31. Dez.) | 11.229    |

| Jahr            | Einwohner |
| --------------- | --------- |
| 1939 (17. Mai)  | 05.489    |
| 1950 (13. Sep.) | 08.602    |
| 1961 (6. Juni)  | 08.469    |
| 1970 (27. Mai)  | 09.510    |
| 1972 (31. Dez.) | 09.786    |
| 1974 (30. Juni) | 09.782    |
| 1975 (31. Dez.) | 09.893    |
| 1980 (31. Dez.) | 10.225    |
| 1985 (31. Dez.) | 10.058    |
| 1987 (25. Mai)  | 10.115    |

| Jahr            | Einwohner |
| --------------- | --------- |
| 1990 (31. Dez.) | 10.625    |
| 1995 (31. Dez.) | 11.268    |
| 2000 (31. Dez.) | 11.653    |
| 2005 (31. Dez.) | 11.460    |
| 2007 (31. Dez.) | 11.549    |
| 2012 (31. Dez.) | 11.264    |
| 2019 (31. Dez.) | 11.385    |
| 2022 (31. Dez.) | 11.229    |

### Konfessionsstatistik
In Werther sind derzeit (Stand April 2024) von den insgesamt 11.483 Einwohnern 42,8 % (4914) Personen evangelischen und 10,7 % (1230) römisch-katholischen Glaubens. 46,5 % der Einwohner gaben ein anderes Glaubensbekenntnis an oder waren konfessionslos. Ende 2019 waren 48,6 % von den Einwohnern evangelisch, 12,0 % katholisch und 39,3 % gaben ein anderes Glaubensbekenntnis an oder waren konfessionslos. Im April 2006 waren insgesamt 6952 (59,3 %) Personen evangelischen und 1424 römisch-katholischen Glaubens. 3347 (28,55 %) Personen gaben ein anderes Glaubensbekenntnis an oder waren konfessionslos.

## Politik

### Stadtrat
Der Stadtrat hat gegenwärtig 28 Mitglieder. Hinzu kommt der Bürgermeister als Ratsvorsitzender. Die Sitzverteilung nach der Stadtratswahl vom 13. September 2020 zeigt folgendes Diagramm.
| Sitzverteilung im Werther Stadtrat 2020Insgesamt 28 Sitze - SPD: 7 - Grüne: 5 - WI: 2 - UWG: 6 - FDP: 1 - EB: 1 - CDU: 6 |

Die folgende Tabelle zeigt die Sitzverteilung im Rat und die Wahlergebnisse seit 1975:
| SPD               | 07      | 26,27   | 13     | 36,8   | 14      | 39,36   | 11      | 40,18   | 09      | 34,27   | 11      | 34,70   | 12      | 32,85   | 11      | 28,44   | 11      | 33,60   | 15      | 44,13   |
| CDU               | 06      | 22,11   | 09     | 25,2   | 09      | 25,31   | 10      | 35,65   | 11      | 39,64   | 12      | 39,07   | 15      | 38,20   | 16      | 41,33   | 12      | 36,65   | 15      | 45,18   |
| Grüne             | 05      | 19,03   | 07     | 20,2   | 06      | 16,85   | 04      | 15,33   | 04      | 13,06   | 04      | 13,68   | 03      | 09,90   | 02      | 07,44   | –       | –       | –       | −       |
| UWG1              | 06      | 19,78   | 05     | 13,3   | 05      | 12,59   | 03      | 08,83   | 03      | 10,18   | 02      | 07,74   | 04      | 11,37   | 04      | 10,65   | 07      | 21,26   | –       | −       |
| FDP               | 01      | 04,57   | 02     | 04,5   | 02      | 05,90   | –       | –       | 01      | 02,84   | 0       | 04,81   | 03      | 07,68   | 04      | 12,14   | 02      | 05,14   | 03      | 10,69   |
| Einzelbewerber2   | 01      | 02,20   | –      | –      | –       | –       | –       | –       | –       | –       | –       | –       | –       | –       | –       | –       | 01      | 03,35   | –       | −       |
| Wählerinitiative3 | 02      | 06,05   | –      | –      | –       | –       | –       | –       | –       | –       | –       | –       | –       | –       | –       | –       | –       | –       | –       | −       |
| Gesamt4           | 28      | 100     | 36     | 100    | 36      | 100     | 28      | 100     | 28      | 100     | 29      | 100     | 37      | 100     | 37      | 100     | 33      | 100     | 33      | 100     |
| Wahlbeteiligung   | 64,86 % | 64,86 % | 60,7 % | 60,7 % | 64,94 % | 64,94 % | 64,47 % | 64,47 % | 61,79 % | 61,79 % | 85,18 % | 85,18 % | 73,51 % | 73,51 % | 73,89 % | 73,89 % | 77,66 % | 77,66 % | 88,69 % | 88,69 % |

1 Unabhängige Wählergemeinschaft     2 Einzelbewerber Hannes Dicke-Wentrup
3 Wählerinitiative Werther - Das geht anders!     4ohne Berücksichtigung von Rundungsdifferenzen

### Bürgermeister
Bürgermeister der Stadt Werther ist seit der Kommunalwahl 2020 Veith Lemmen (SPD). Er wurde bei der Kommunalwahl am 27. September 2020 in der Stichwahl mit 54,98 Prozent gewählt. In der folgenden Tabelle sind die Bürgermeister seit 1948 aufgeführt.
| Name                          | Amtszeit                          | Bemerkung |
| ----------------------------- | --------------------------------- | --- |
| Lemmen, Veith (SPD)           | ab 1. November 2020               | [ 28 ] |
| Weike, Marion (SPD)           | 1999–2020                         | erste hauptamtliche Bürgermeisterin der Stadt, Wiederwahl am 26. September 2004, am 30. August 2009 und am 25. Mai 2014 |
| Oberwelland, Martin (SPD)     | 1989–1999                         | letzter ehrenamtlicher Bürgermeister der Stadt                                                                          |
| Venghaus, Heinrich (CDU)      | 1979–1989                         | |
| Scheele, Wilhelm (SPD)        | 1975–1979                         | |
| Venghaus, Heinrich (CDU)      | 1973–1975                         | Wahl am 11. April 1973                                                                                                  |
| Tusch, Gerhard (CDU)          | 1. Januar 1973 bis 10. April 1973 | kommissarische Aufgabenwahrnehmung nach der kommunalen Neugliederung zum 1. Januar 1973                                 |
| Venghaus, Heinrich (CDU)      | 1971–1972                         | |
| Rüter, Heinrich Wilhelm (CDU) | 1961–1971                         | |
| Venghaus, Paul (CDU)          | 1956–1961                         | |
| Riepe, Karl (SPD)             | 1952–1956                         | |
| Venghaus, Paul (CDU)          | 1948–1952                         | |

### Weitere Wahlergebnisse
Werther gehört zum Landtagswahlkreis Gütersloh I – Bielefeld III, in dem bei der Landtagswahl 2022 Thorsten Klute (SPD) als Direktkandidat gewählt wurde. Auf Bundesebene gehört Werther als einziger Ort im Kreis Gütersloh zum Bundestagswahlkreis Bielefeld – Gütersloh II, den seit 2017 Wiebke Esdar (SPD) als Direktkandidatin vertritt.

### Wappen, Flagge, Banner und Siegel
- Der Stadt Werther ist vom Regierungspräsidenten in Detmold am 12. November 1973 die Genehmigung zur Führung eines Kommunalwappens, eines Banners und einer Flagge erteilt worden. (Hauptsatzung § 2)[4] Als Wappen wurde eine Kombination aus den ehemaligen Stadt- und Amtswappen (beide 1938 verliehen) übernommen.[30]

| Wappen der Stadt Werther (Westfalen) | Blasonierung: „In einem von Rot und Silber (Weiß, siehe Tingierung) gevierten Schild im ersten Feld drei silberne (weiße) 2 : 1 gestellte Dreiecke, im zweiten und dritten Feld drei rote Sparren, im vierten Feld zwei silberne (weiße) gekreuzte Streitkolben (Morgensterne).“ |
| Wappen der Stadt Werther (Westfalen) | Wappenbegründung: Die drei silbernen Dreiecke im roten Feld sind die Grundlage für das Siegel des Dietrich von Werth genannt Edissen (1399), Lehnsmanns der Abtei Herford. Die drei roten Sparren auf weißem Grund stehen für das Wappen der Grafschaft Ravensberg und symbolisieren die frühere Zugehörigkeit des Stadtgebiets zur Grafschaft. Die Streitkolben erinnern an das Familienwappen derer von Cappel (Haus Werther). |

Flagge von Werther

- Beschreibung der Flagge: „Rot-Weiß-Rot im Verhältnis 1 : 3 : 1 längsgestreift mit dem von der Mitte zur Stange versetzten Wappenschild.“
- Beschreibung des Banners: „Rot-Weiß-Rot im Verhältnis 1 : 3 : 1 längsgestreift mit dem Wappenschild oberhalb der Mitte.“
- Siegel: Weiterhin führt Werther ein Dienstsiegel, das im Innenfeld das Stadtwappen zeigt und die Umschrift „Stadt Werther (Westf.)“ trägt.

### Städtepartnerschaft
Mit der Gemeinde Werther in Thüringen besteht seit 1990 eine Partnerschaft.

## Kultur und Sehenswürdigkeiten

### Theater
Werther hat kein Theatergebäude. Für unregelmäßig stattfindende Theateraufführungen wird die Aula der Peter-August-Böckstiegel-Gesamtschule oder das Ev. Gemeindehaus genutzt.

### Museen
Das Peter-August-Böckstiegel-Haus im Ortsteil Arrode ist das Geburtshaus und spätere Wohnhaus des Expressionisten Peter August Böckstiegel. Das denkmalgeschützte Künstlerhaus vermittelt einen authentischen Eindruck von Leben und Werk Böckstiegels. Es ist Sitz der 2008 gegründeten Peter-August-Böckstiegel-Stiftung, die das Haus und Werk bewahrt und für die Öffentlichkeit zugänglich hält. Um dem wachsenden Interesse an Peter August Böckstiegel (1889–1951) und einer angemessenen Präsentation seiner Werke gerecht zu werden, wurde in unmittelbarer Nähe des Künstlerhauses zwischen 2016 und 2018 für 3,8 Mio. € ein Museumsneubau erstellt, das Museum Peter August Böckstiegel. Das am 31. August 2018 eröffnete Haus bietet Platz für (Wechsel-)Ausstellungen und Museumspädagogik, einen Vortragssaal sowie ein Café, außerdem wurden Sanitär-, Technik- und Verwaltungsräume geschaffen.
Auf dem Gelände einer ehemaligen Landtechnik-Vertriebsfirma befindet sich das Trecker-Veteranen-Museum, eine Ausstellung von Traktoren, Landmaschinen und landwirtschaftlichen Arbeitsgeräten, die zwischen 1850 und 1950 gebaut wurden. Sie wurde 1989 vom Trecker-Veteranen-Club Werther gegründet. Alle Ausstellungsstücke befinden sich in Privatbesitz. Zweimal im Jahr werden die Traktoren ausgefahren.

### Musik
Nennenswert ist der Männergesangsverein Liedertafel. Der Verein veranstaltet jährlich am 1. Mai im Stadtpark in Werther ein Maisingen.

### Bauwerke

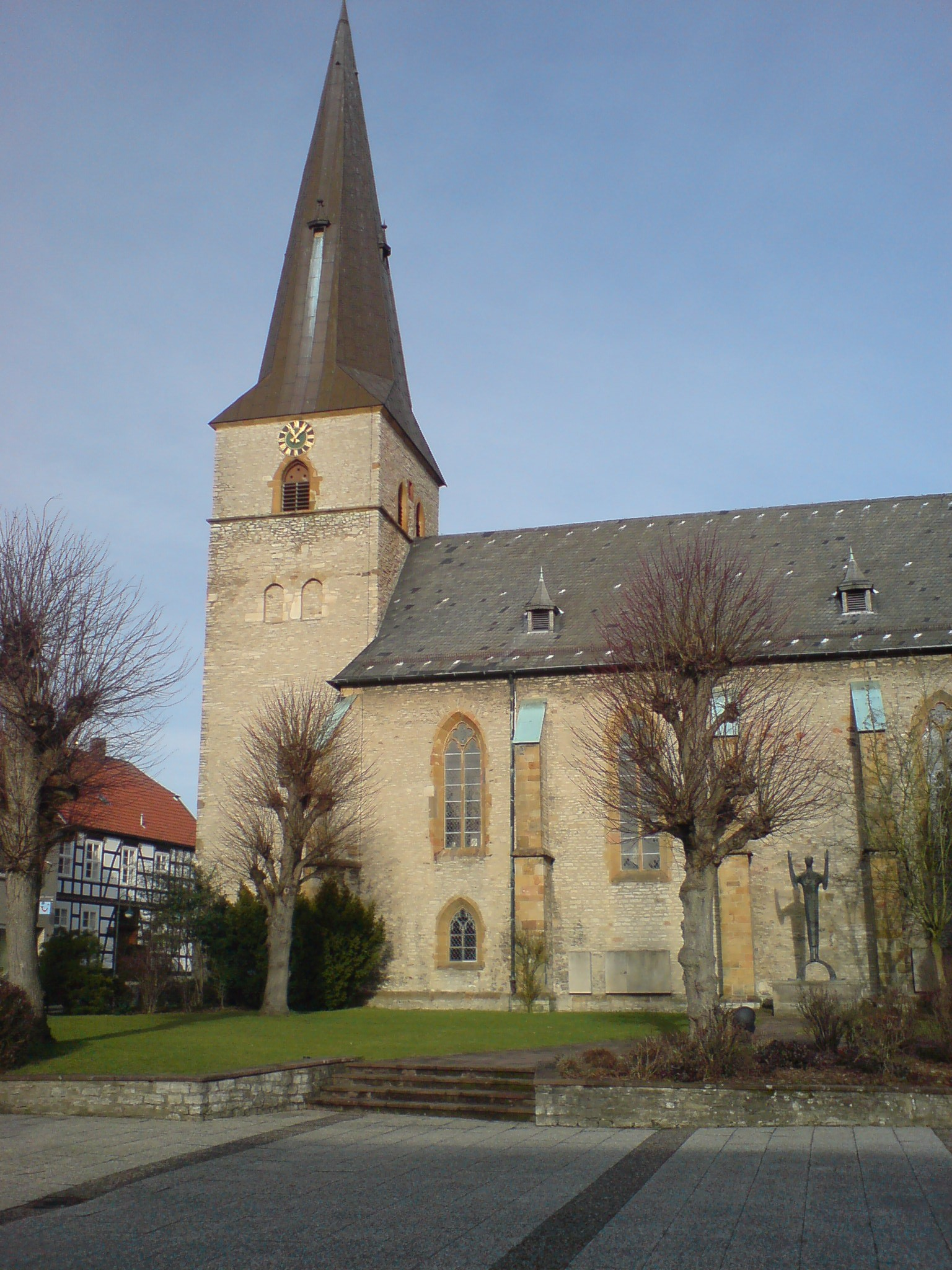
Evangelische Pfarrkirche

Die Evangelische Pfarrkirche St. Jacobi ist eine im Kern gotische Saalkirche des 14. Jahrhunderts. Sie wurde 1743 erneuert und 1876/77 nach Osten erweitert. Der romanische Westturm verfügt über ein gotisches Obergeschoss.
Im Ortskern befinden sich noch einige Fachwerkgebäude des 17. u. 18. Jahrhunderts, zum Beispiel Ravensberger Str. 41 von 1650. Am Venghaussplatz liegt das sogenannte Walbaum’sche Haus von 1621.
Das Haus Werther ist ein altes Rittergut, das 1295 erstmals erwähnt wurde. Seit 1385 befindet es sich in Lehen der Grafen von Ravensberg, die 1526 die Grafen von Hatzfeld mit dem Gut belehnten. Die Grafen von Hatzfeld aus Hessen besaßen das Gut bis 1803, bewohnten es aber nie, sondern ließen es verwalten. 1840 kam das Haus in den Besitz des damaligen Landrats des Kreises Halle, zur Hellen. Es diente von 1843 bis 1855 unter anderem als Landratsamt. 1887/88 wurden die Gebäude an die Fa. Weinberg verkauft, die dort bis 1938 eine Zigarrenfabrik betrieb. Der Besitz der jüdischen Familie Weinberg wurde 1938 „arisiert“ und kam an die Herforder Zigarrenfabrik. Nach Rückübertragung 1951 verkaufte die Familie Weinberg das Haus an einen weiteren Zigarrenfabrikanten. Bis 1966 wurden im Hause Zigarren produziert, bis Ende der 1980er Jahre war es noch Sitz eines Zigarrenvertriebs. Seit 1994 dient das Haus als Bürgerbegegnungsstätte und Bibliothek.

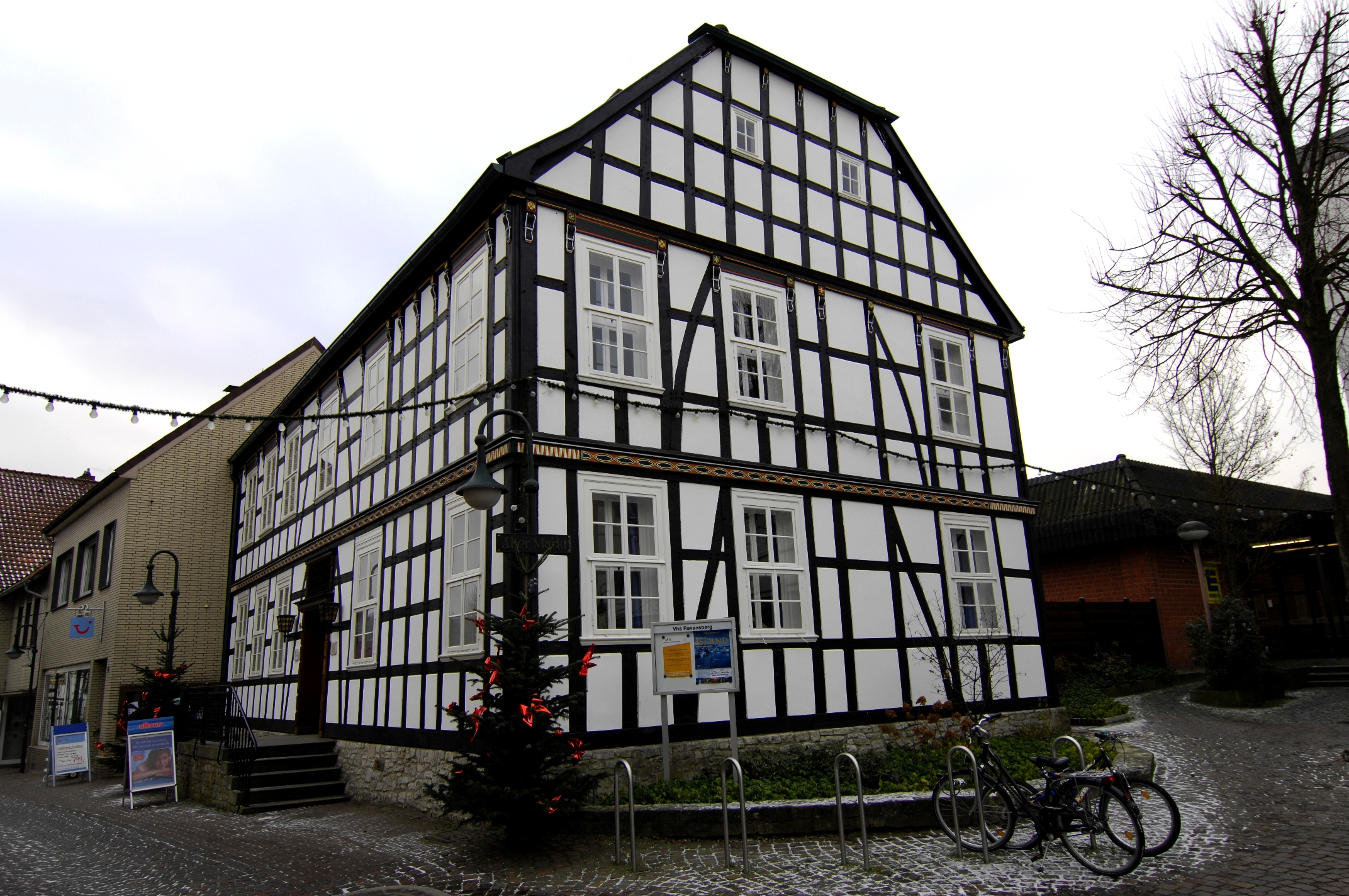
Das Storcksche Haus prägt das Stadtbild am Alten Markt.
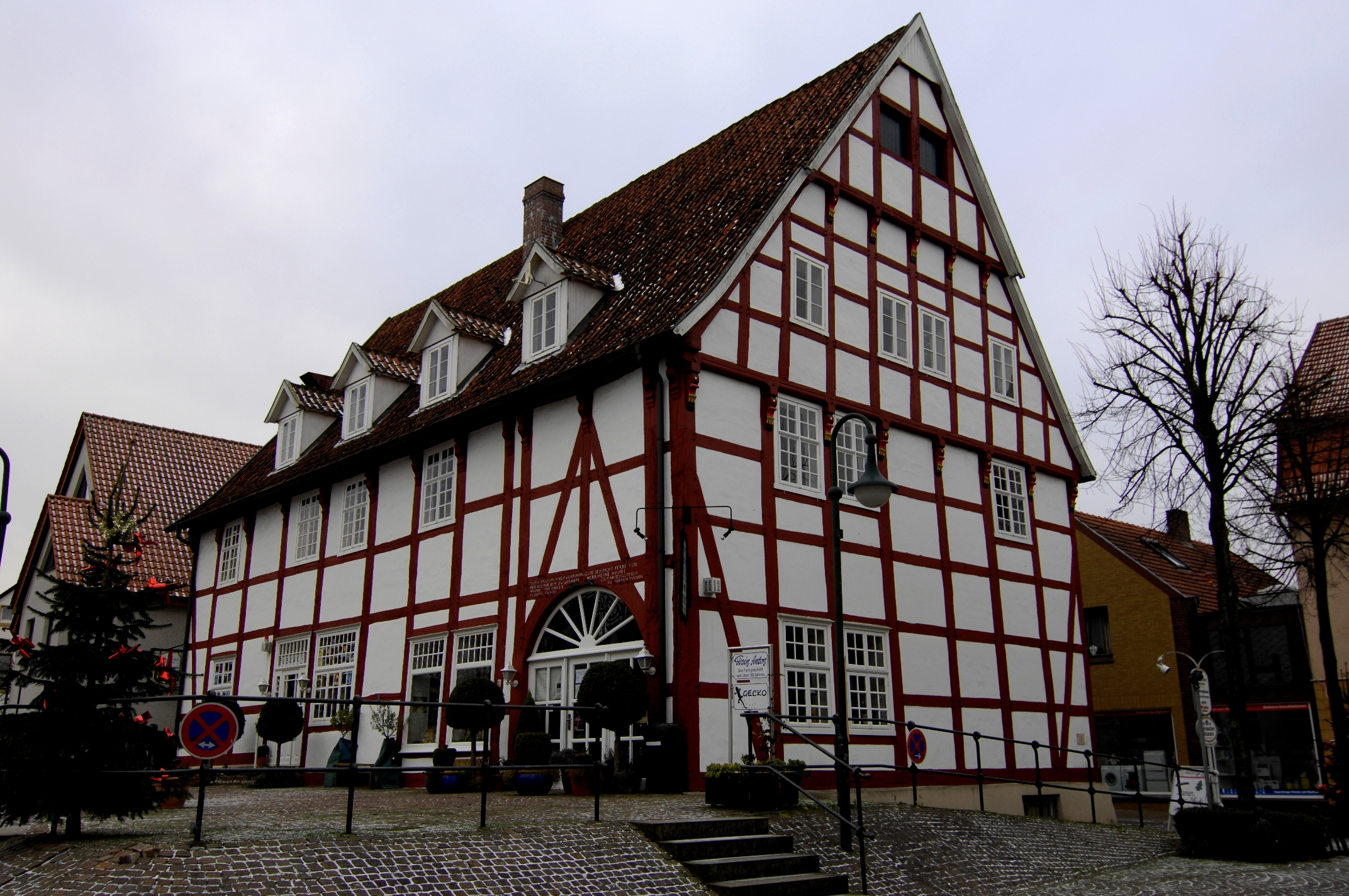
Venghauss’sches Haus vom C.-F.-Venghauss-Platz
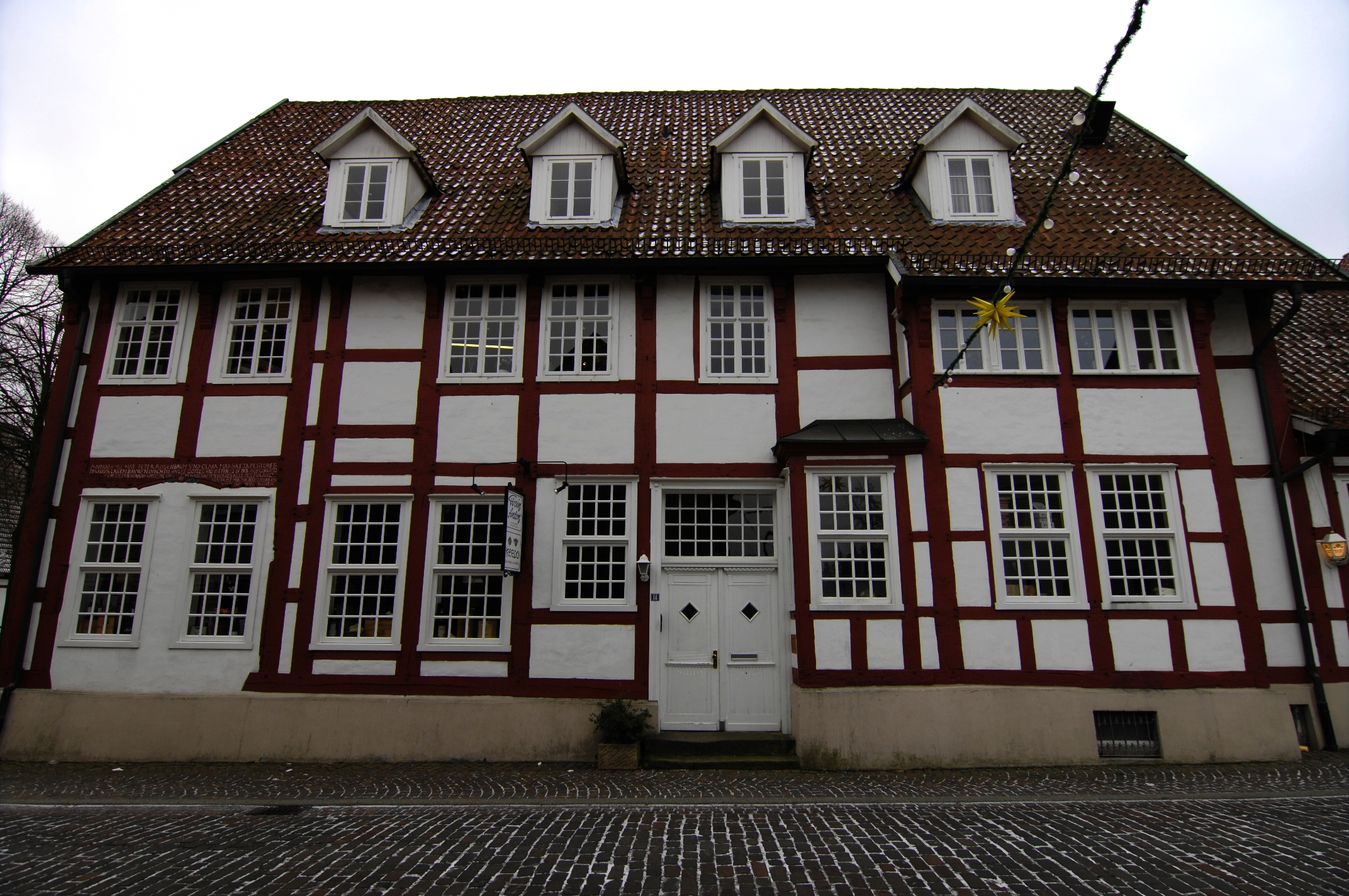
Venghauss’sches Haus von der Ravensberger Straße
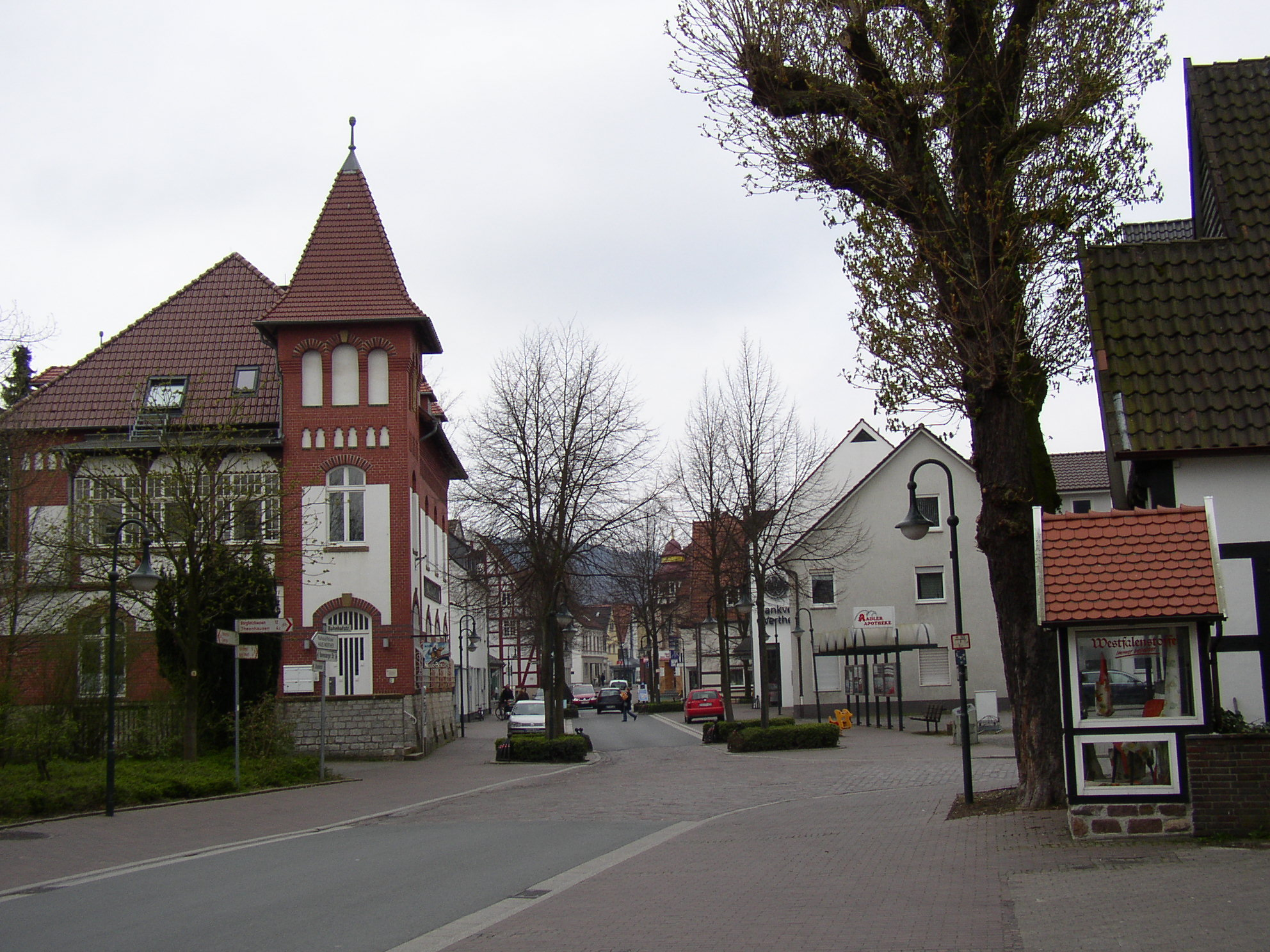
Blick auf die Ravensberger Straße in Werther
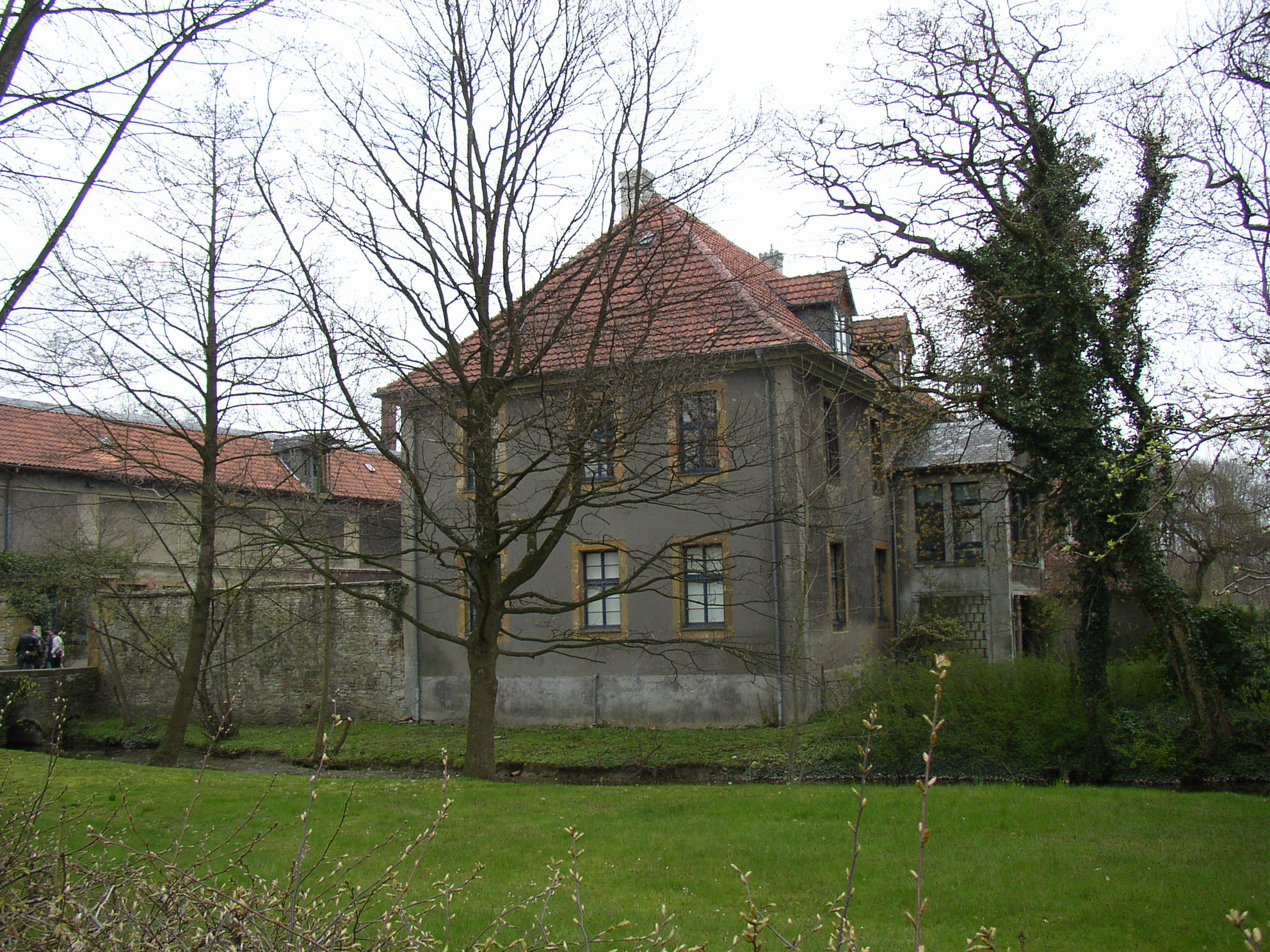
Haus Werther
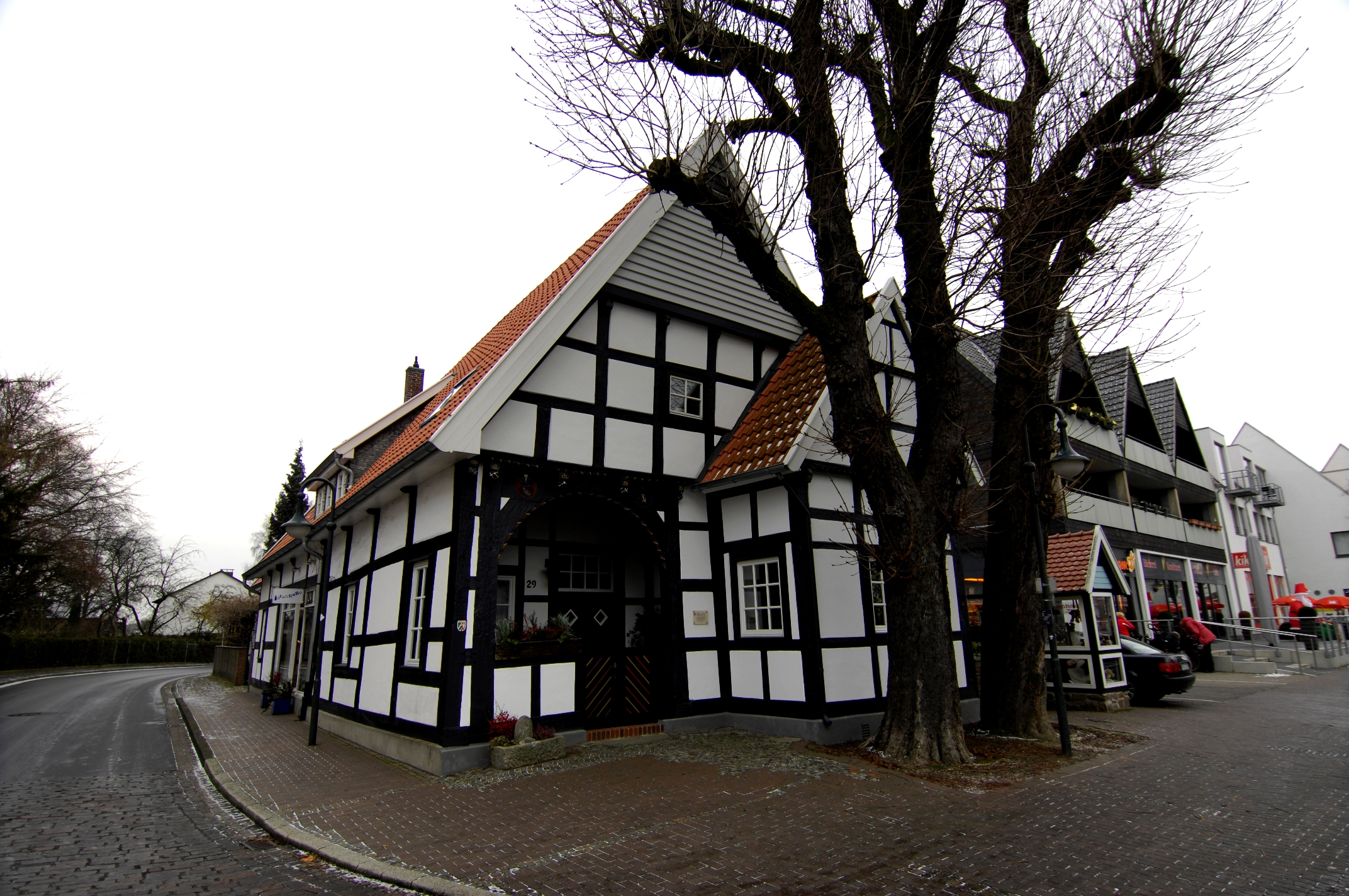
Haus „Kastanien-Bartling“

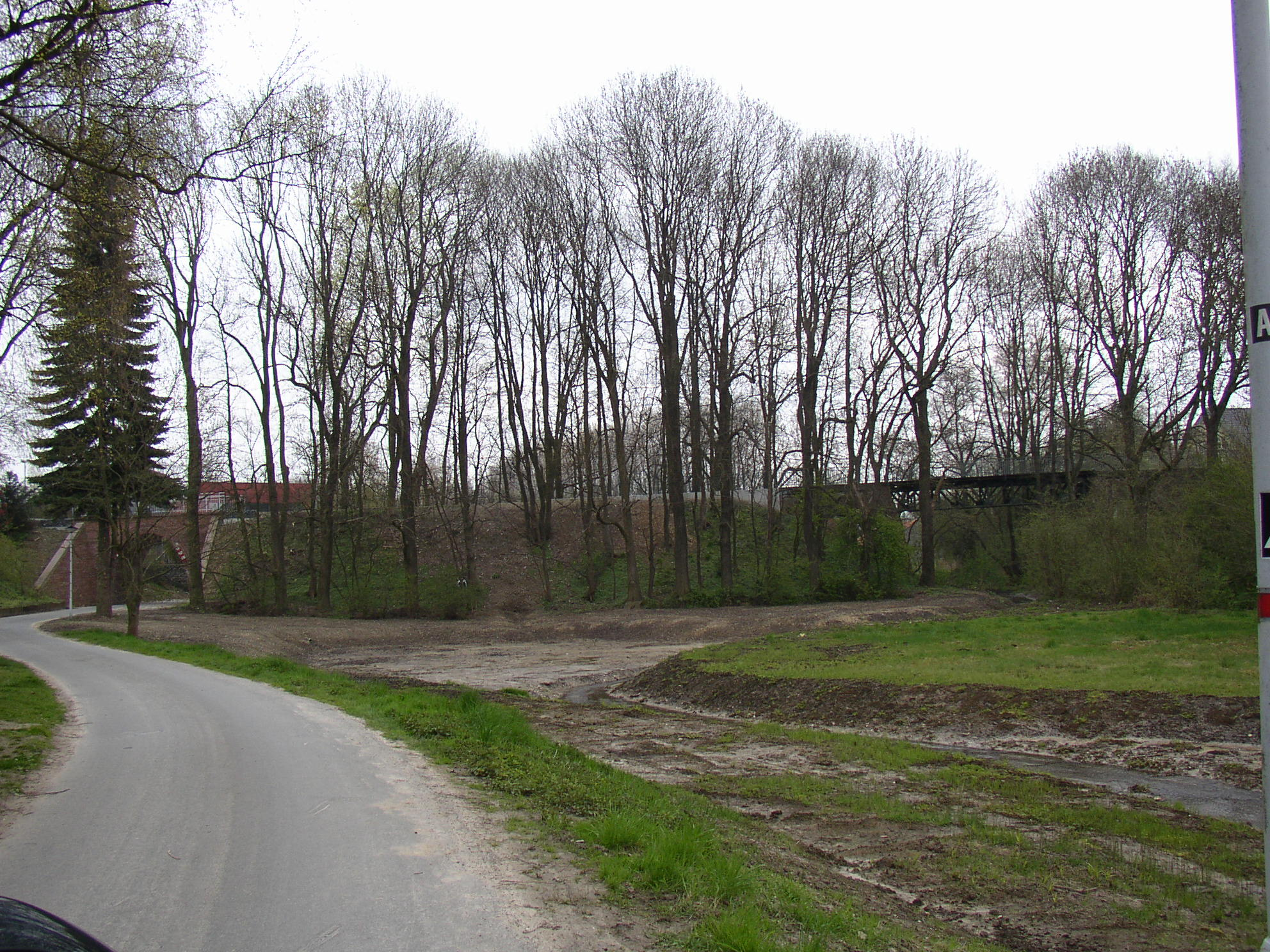
Talbrücke der ehemaligen Kleinbahnlinie

Die denkmalgeschützte Talbrücke der ehemaligen Kleinbahn befindet sich am Talbrückenweg.

### Parks
Werther hat einen etwa 1,5 ha großen öffentlich zugänglichen Park in Form eines ehemaligen Gutsparks am Haus Werther.
Darüber hinaus ist das Stadtgebiet Teil des Naturparks TERRA.vita, ehemals Naturpark Nördlicher Teutoburger Wald-Wiehengebirge.

### Naturdenkmäler und Naturschutzgebiete
Im Park des Hauses Werther steht eine als schutzwürdig eingestufte Säuleneiche. Darüber hinaus verfügt Werther nicht über nennenswerte Naturdenkmäler und keine ausgewiesenen Naturschutzgebiete.

### Regelmäßige Veranstaltungen
- Der Böckstiegellauf des LC Solbad Ravensberg fand im September 2007 zum vierten Mal statt. Er knüpft symbolisch an P. A. Böckstiegels Jugend an, wo er im Rahmen seiner Malerlehre die Strecke von Werther nach Bielefeld täglich zu Fuß gehen musste.
- Das Stadtfest in Werther (seit 2008 unter der Bezeichnung Kukuk) findet seit 25 Jahren am zweiten Wochenende im Mai statt.
- Der Christkindl-Markt in Werther findet traditionellerweise am dritten Adventswochenende im Dezember statt.
- Der Jacobi live ist ein moderner Gottesdienst für jung und alt und findet jeden dritten Sonntag im Monat um 18.00 Uhr in der Jacobi-Kirche statt.
- Das Schloss-Open des Schachvereins Werther ist das derzeit bedeutendste Schachturnier in Ostwestfalen und findet traditionell am Wochenende vor Ostern im Haus Werther statt.
- Maisingen des Männergesangsvereins MGV Liedertafel
- Von 1990 bis 2000 fand in Werther auf dem Gelände der Grundschule Langenheide das Rockfestival möb statt.[35]

### Kulinarische Spezialitäten
Die Bäckerei Bossert in Werther ist weit über die Stadtgrenzen hinaus bekannt für ihren Kastenpickert.

## Wirtschaft und Infrastruktur

### Verkehr

#### Straßenverkehr
In Werther kreuzen sich die nordrhein-westfälischen Landesstraßen 782 und 785. Über diese Straßen sind die Landesstraße 756 (ehemalige B 68) sowie die in Richtung Nordwesten verlaufende A 33 gut erreichbar.

#### Schienen- und Busverkehr

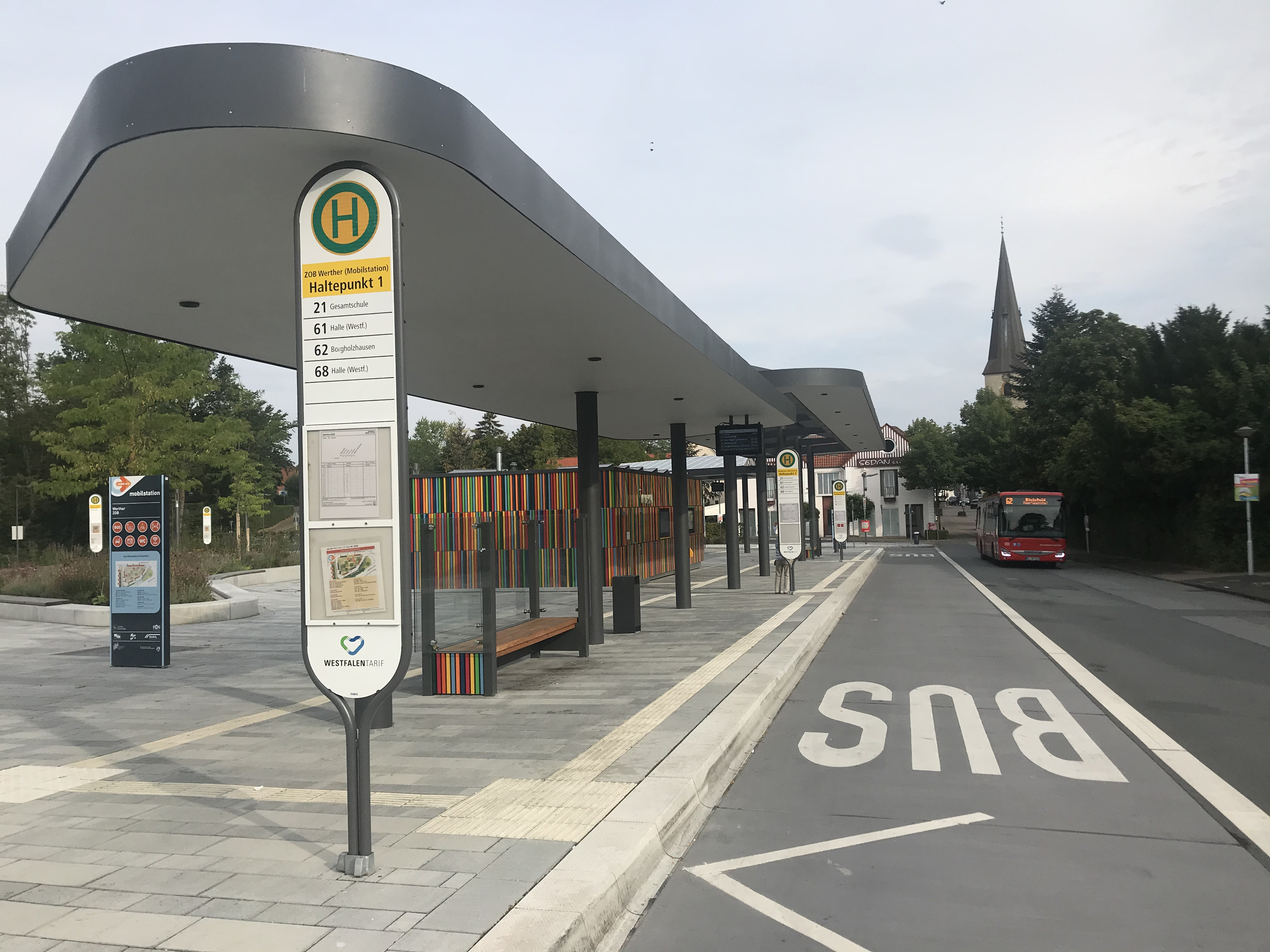
Busbahnhof

Die nächstgelegenen Bahnhöfe sind Bielefeld Hbf sowie Halle (Westf.) an der Bahnstrecke Haller Willem. Der Busbahnhof wird seit dem Fahrplanwechsel 2014 im 15-Minuten-Takt von Regionalbussen nach Bielefeld bedient. Weitere Busverbindungen bestehen nach Spenge, Halle und Borgholzhausen. Einige Ortsteile werden von einem Bürgerbus bedient. Die stündlichen Busse von Werther nach Halle haben dort am Bahnhof einen Zuganschluss nach Osnabrück.
Werther gehört seit dem 1. August 2017 zum Verbundtarif „Teuto OWL“ (OWL Verkehr GmbH) im WestfalenTarif. Ab Halle kann für den Haller Willem in Richtung Osnabrück ein Übergangstarif zur Verkehrsgemeinschaft Osnabrück („VOS plus“-Tarif) genutzt werden. Dieser Tarif gilt im Busverkehr jedoch nur im Stadtgebiet Halle, nicht bis Werther ZOB.

#### Fußverkehr
Auf dem Kamm des Teutoburger Waldes, also an der südlichen Gemeindegrenze, verläuft der Hermannsweg, der als Wanderweg von Rheine bis zum lippischen Velmerstot führt.
Am Zentralen Omnibusbahnhof (ZOB) in Werther beginnt der Talweg. Der durch die Mitglieder des Teutoburger-Wald-Vereins betreute Fernwanderweg führt über 50 Kilometer zum Bahnhof Bad Oeynhausen.

#### Flugverkehr
Der Flughafen Münster/Osnabrück befindet sich in etwa 59 km Entfernung, der Flughafen Paderborn/Lippstadt ist 72 km entfernt. Der Flughafen Dortmund ist etwa 100 km, der von Hannover ist rund 117 km entfernt.

### Medien

#### Druckmedien
Als Tageszeitungen erscheinen täglich montags bis samstags das Haller Kreisblatt, sowie eine Lokalausgabe des Westfalen-Blatts aus Bielefeld. Das Westfalen-Blatt bezieht seinen Mantel von der Bielefelder Zentralredaktion, während das Haller Kreisblatt den überregionalen Teil von der Bielefelder Zeitung Neue Westfälische aus einer Kooperationsgemeinschaft heraus bezieht. Beide Zeitungen berichten im Lokalteil aus allen Gemeinden des Altkreises Halle, somit auch aus Werther. Darüber hinaus erscheint sonntäglich und kostenfrei die Zeitung OWL am Sonntag, ein Ableger des Westfalen-Blatts. Monatlich erscheint ebenfalls kostenfrei das vom Haller Kreisblatt herausgegebene Stadtmagazin Werther Aktuell und zweimonatlich das von der Panorama Verlags- und Werbegesellschaft mbH herausgegebene Stadtmagazin Werther erleben, Letzteres ein Ableger des Westfalen-Blatts.

#### Radio und Fernsehen
Werther gehört zum Berichtsgebiet des Regionalstudios Bielefeld des WDR. Weiterhin gehört Werther zum Sendegebiet von Radio Gütersloh, das es in der Berichterstattung als Lokalradio mit abdeckt.

### Öffentliche Einrichtungen
Die Stadt Werther bietet in ihren Einrichtungen Dienstleistungen für die Wertheraner Bürger an. Im Rathaus ist neben den Ämtern auch eine Polizeistation beheimatet, die allerdings nur zeitweise besetzt ist.
Im Haus Werther gibt es neben der Stadtbibliothek seit dem Jahr 1994 eine Bürgerbegegnungsstätte, des Weiteren ein Bürgerhaus im Ortsteil Häger und – wiederum in Werther – das Kinder- und Jugendhaus „Funtastic“.
Weiterhin gibt es drei Löschzüge der Freiwilligen Feuerwehr Werther, von denen einer in der Stadt Werther, ein weiterer im Ortsteil Häger und der dritte in Langenheide angesiedelt ist. Die Wertheraner Feuerwehr besteht seit 1875 und ist damit die älteste im Kreis Gütersloh.
Auch ein Freibad ist in Werther vorhanden.

### Bildung
Die Stadt bietet drei Schulformen in drei Schulen. Dies sind nach dem Stand von 2011 ein Grundschulverbund mit zwei Standorten (Mühlenstraße und Langenheide) mit etwa 530 Schüler(inne)n, die von 32 Lehrer(inne)n unterrichtet werden, ein Gymnasium (EGW – Evangelisches Gymnasium Werther) mit etwa 730 Schüler(inne)n, die von 63 Lehrer(inne)n unterrichtet werden, und eine Gesamtschule (PAB – Peter-August-Böckstiegel Gesamtschule). Da die Gesamtschule an jeweils einem Standort in Borgholzhausen und Werther angesiedelt und rechnerisch Borgholzhausen zugeordnet ist, sind für den Wertheraner Teil der Gesamtschule keine Schüler und Lehrerzahlen verfügbar. Für weitere Schulformen müssen Einrichtungen der benachbarten Städte und Gemeinden genutzt werden.

### Ansässige Unternehmen
- Pikeur Reitmoden F. W. Brinkmann GmbH, Hersteller von Reitbekleidung
- Bankverein Werther, Zweigniederlassung der VerbundVolksbank OWL eG
- Kartoffelmanufaktur Pahmeyer GmbH & Co. KG, Kartoffelmanufaktur
- Hermann Bleikamp GmbH, Schlafkomfort
- Glamento GmbH, Glasbaustoffe, Industriefußböden
- Schröder Maschinenbau GmbH, Food Processing, Packaging
- Poppe + Potthoff GmbH, Rohrwerk und Anbieter von Automotive Systemkomponenten
- WERTHER – Die Möbelmanufaktur Oberwelland GmbH & Co. KG, Wohnmöbelhersteller
- trainsform GmbH, Organisationsberatung, Change Management und Leadership-Entwicklung
- Aalberts surface technologies GmbH, Dienstleistungen im Bereich der Wärmebehandlung und Oberflächenveredlung von Metallen

## Persönlichkeiten

### Ehrenbürger
Ehrenbürgerrechte (durch besonderen Ratsbeschluss) wurden bisher nicht verliehen. 24 Personen wurden seit 1973 durch Verleihung des Bundesverdienstordens (bzw. Bundesverdienstkreuzes) geehrt (Stand 10. Juni 2008).

### Söhne und Töchter der Stadt
- Friedrich Oldermann (1802–1874), Kupferstecher
- Wilhelm Wallbaum (1876–1933), Gewerkschaftsfunktionär und Politiker
- Moritz Weinberg (1888–1944), Jurist
- Peter August Böckstiegel (1889–1951), Bildhauer und Maler
- Richard Toellner (1930–2019), Medizinhistoriker
- Helga Gießelmann (* 1949), Politikerin und Mitglied des Landtages in Nordrhein-Westfalen
- Günter H. Müller (* 1949), Komponist
- Ulrich Radtke (* 1955), Geograph und Rektor der Universität Duisburg-Essen
- Tilmann Meyer zu Erpen (* 1959), Dressurreiter
- Christina Sussiek (* 1960), Leichtathletin
- Sven Lefkowitz (* 1968), Politiker und Mitglied des Landtages Rheinland-Pfalz
- Oliver Krüger (* 1975), Biologe
- Ellen Grünkemeier (* 1978), Anglistin
- Benjamin Gess (* 1983), Mathematiker und Hochschullehrer

### Personen mit Verbindung zur Stadt
- Hans Kessler (* 1938), katholischer Theologe, lebt in Werther.
- Monte Jaffe (* 1940), Opernsänger (Bassbariton), lebt in Werther
- Jürgen Buchmann (* 1945), Schriftsteller und Philologe, lebt in Werther
- Jan-Fiete Buschmann (* 1981), Handballnationalspieler
- Aytürk Gecim (* 1995), Futsalnationalspieler
- Nadine Jarosch (* 1995), Kunstturnerin, wuchs in Werther auf

## Trivia
Werther ist der Namensgeber der Karamelbonbons Werther’s Original (früher: Werthers Echte). In der damals „Werther’schen Zuckerfabrik“ erfand 1909 der Zuckerbäcker Gustav Nebel das berühmte Bonbon. Eine stilisierte Silhouette der Stadt Werther ziert noch immer die Verpackungen der Bonbons, die heute in Halle (Westf.) (Firma Storck) hergestellt werden.